# José Luis Domínguez
José Luis Francisco Domínguez Covarrubias (Santiago, 14 de diciembre de 1955) es un ingeniero civil y político chileno. Desde  marzo de 2018 hasta marzo de 2022, se desempeñó como subsecretario de Transportes de su país bajo la segunda administración del presidente Sebastián Piñera.

## Familia y estudios
Nació en Santiago de Chile, hijo de Arturo Ignacio Domínguez Barros y María Teresa Berta Covarrubias Sánchez. Realizó sus estudios superiores en la carrera de ingeniería civil en la Pontificia Universidad Católica (PUC) y luego cursó un magíster en energías renovables del Centro de Energías Renovables (CER), de España.
Está casado y es padre de tres hijos.

## Carrera profesional
Desde 2014 hasta 2018 se desempeñó como gerente general del Parque Don Arturo SpA, empresa desarrolladora de parque eólico Don Arturo, de 200 MW en la Región de Los Lagos. Asimismo, desde 1993 es accionista de Inversiones El Delirio Ltda, donde actualmente (desde el 2023) se desempeña como gerente general.
Ha ocupado cargos en instituciones vinculadas al rubro del transporte, tales como presidente del Metro Regional de Valparaíso; vicepresidente de Metro S.A., director de la Empresa de los Ferrocarriles del Estado, director de Trenes Metropolitanos S.A. y presidente del Ferrocarril Arica-La Paz. Además, se desempeñó como ejecutivo de empresas Endesa, Enersis y proyectos privados de energías renovables.
El 11 de marzo de 2018 fue designado por el presidente Sebastián Piñera como subsecretario de Transportes en el Ministerio de Transportes y Telecomunicaciones, sucediendo a Carlos Melo Riquelme.